# Манаус

Манаус на карте штата.

Мана́ус (порт. Manaus) — город в Бразилии, столица штата Амазонас.
Составная часть мезорегиона Центр штата Амазонас. Находится в составе крупной городской агломерации Агломерация Манаус. Входит в экономико-статистический микрорегион Манаус. Население составляет 2 219 580 человек на 2020 год. Занимает площадь 11 401,09 км². Плотность населения — 194,7 чел./км².

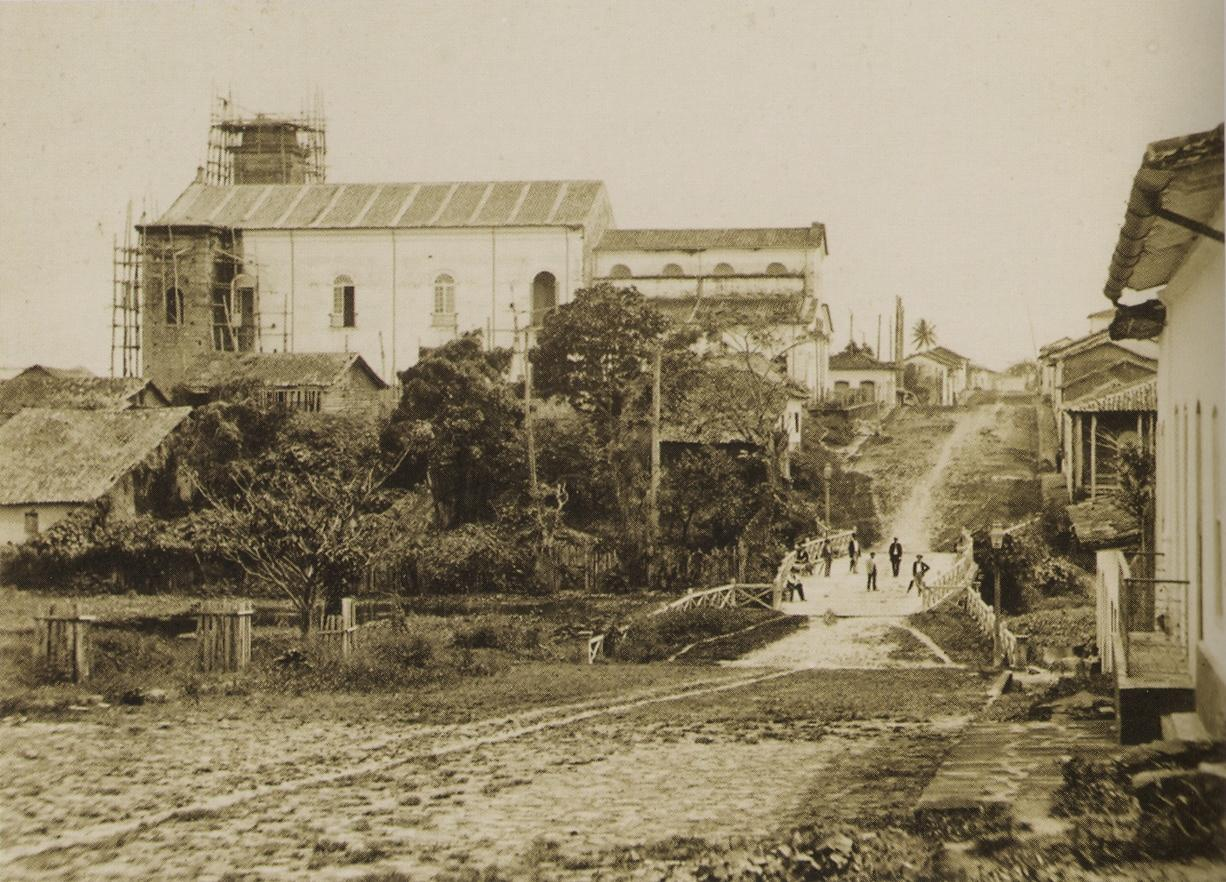
Манаус, 1865 год

## История
Город основан 24 октября 1669 года как форт Сан-Жозе-ду-Риу-Негру (порт. São José do Rio Negro), на землях воинственного индейского племени маноа, оказавшего в 1542 году ожесточенное сопротивление конкистадорам Франсиско де Орельяны.
Укрепление, сооружённое португальцами в рамках борьбы за север Бразилии с Нидерландами, было каменным, вооружение форта составляли четыре пушки. В течение следующей сотни с лишним лет маленькая крепость была единственным островком цивилизации в этих местах, вокруг неё постепенно вырос посёлок, основное население которого составляли метисы.
В 1832 году посёлок был переименован в Манаус — по названию индейского племени, к тому времени не полностью истребленного и ассимилированного. 24 октября 1848 года он получил статус города и тогда же был переименован в Cidade da Barra do Rio Negro. С 4 сентября 1856 года вновь получил название Манаус. В 1835—1840 годах Манаус, как и вся Амазония, был охвачен бунтарским движением Кабанажен, в ходе подавления которого правительственными войсками городу и его окрестностям был нанесён значительный ущерб.
В 1879—1912 годах город приобрёл всемирную известность благодаря каучуковой лихорадке. В 1896 году открылся Амазонский оперный театр, привлекавший ведущих исполнителей со всего мира. Город тогда называли южноамериканским или тропическим Парижем, местные плантаторы тратили огромные деньги на приглашение ведущих мировых знаменитостей и благоустройство города. Так, например, в 1895 году было открыто движение трамваев. Окончание каучуковой лихорадки нанесло тяжелейший удар по всему региону, численность населения сократилась во много раз, многие объекты, построенные в благополучные времена, оказались заброшены (например, электроснабжение города было восстановлено только во время Второй мировой войны, когда успехи Японии на Тихом океане вновь привели к росту мировых цен на каучук).
Тем не менее созданная во время бума инфраструктура не была заброшена окончательно и послужила базой для стремительного развития города в наши дни.

## География и климат
Манаус расположен на Амазонской низменности, у впадения реки Риу-Негру в Амазонку (выше слияния последняя в Бразилии часто называется Солимойнс).
Город находится на границе зон муссонного (Am)и экваториального (Af) климата.
| Показатель                    | Янв. | Фев. | Март | Апр. | Май  | Июнь | Июль | Авг. | Сен. | Окт. | Нояб. | Дек. | Год  |
| ----------------------------- | ---- | ---- | ---- | ---- | ---- | ---- | ---- | ---- | ---- | ---- | ----- | ---- | ---- |
| Средний суточный максимум, °C | 30,5 | 30,4 | 30,6 | 30,7 | 30,8 | 31,0 | 31,3 | 32,6 | 32,9 | 32,8 | 32,1  | 31,3 | 31,4 |
| Средняя температура, °C       | 26,1 | 26,0 | 26,1 | 26,3 | 26,3 | 26,4 | 26,5 | 27,0 | 27,5 | 27,6 | 27,3  | 26,7 | 26,6 |
| Средний суточный минимум, °C  | 23,1 | 23,1 | 23,2 | 23,3 | 23,3 | 23,0 | 22,7 | 23,0 | 23,5 | 23,7 | 23,7  | 23,5 | 23,2 |
| Норма осадков, мм             | 260  | 288  | 313  | 300  | 256  | 113  | 87   | 57   | 83   | 125  | 183   | 216  | 2281 |
| Источник: World Climate       |      |      |      |      |      |      |      |      |      |      |       |      |      |

## Границы
Муниципалитет граничит:
- на севере — муниципалитет Президенти-Фигейреду
- на северо-востоке — муниципалитет Риу-Прету-да-Эва
- на востоке — муниципалитет Итакуатиара
- на юго-востоке — муниципалитет Карейру-да-Варзеа
- на юго-западе — муниципалитет Ирандуба
- на западе — муниципалитет Нову-Айран

## Демография
Согласно сведениям, собранным в ходе переписи 2010 г. Национальным институтом географии и статистики (IBGE), население муниципалитета составляет:
| Полное население                               | Полное население                               | Полное население                               | Полное население                               | 1 802 014 |
| ---------------------------------------------- | ---------------------------------------------- | ---------------------------------------------- | ---------------------------------------------- | --------- |
| в том числе:                                   | Городское население                            | 1 792 881                                      | Процент городского населения, %                | 99,49     |
|                                                | Сельское население                             | 9133                                           | Процент сельского населения, %                 | 0,51      |
|                                                | Мужское население                              | 879 742                                        | Процент мужского населения, %                  | 48,82     |
|                                                | Женское население                              | 922 272                                        | Процент женского населения, %                  | 51,18     |
| Плотность населения, чел/км²                   | Плотность населения, чел/км²                   | Плотность населения, чел/км²                   | Плотность населения, чел/км²                   | 158,06    |
| Население муниципалитета в % к населению штата | Население муниципалитета в % к населению штата | Население муниципалитета в % к населению штата | Население муниципалитета в % к населению штата | 51,72     |

По данным оценки 2015 года, население муниципалитета составляет 2 057 711 жителей.

## Население

### Численность
По данным Бразильского института географии и статистики в 2012 году в городе проживало 1 861 838 человек, в агломерации — 2 283 906.

### Этнический состав
- белые — 31,9 %
- кабокло — 63,9 %
- афробразильцы — 2,4 %

### Религия
Большинство горожан — католики, имеются также многочисленные представительства различных протестантских церквей.

### Преступность
Уровень преступности высок даже по бразильским меркам (5-е место в стране).

## Экономика
Исторически основой городской экономики являлась добыча каучука. После окончания каучуковой лихорадки Манаус испытал сильнейший экономический спад, сопровождавшийся резким падением численности населения.
Пытаясь поддержать город, бразильский парламент в 1951 году объявил Манаус свободной экономической зоной (закон вступил в силу в 1957 году). Постепенно новый статус принёс ожидавшиеся плоды, и сегодня Манаус обладает мощной дифференцированной экономикой, основу которой составляют деревообработка, электроника (особенно производство сотовых телефонов) и нефтехимия. Город является торговым, финансовым и промышленным центром всего огромного бассейна Амазонки.
Заготовка сока гевеи и сбор бразильского ореха по-прежнему обеспечивают работой многих жителей в окрестностях Манауса.
В последнее время всё большее значение в экономике города приобретает экотуризм.

## Транспорт

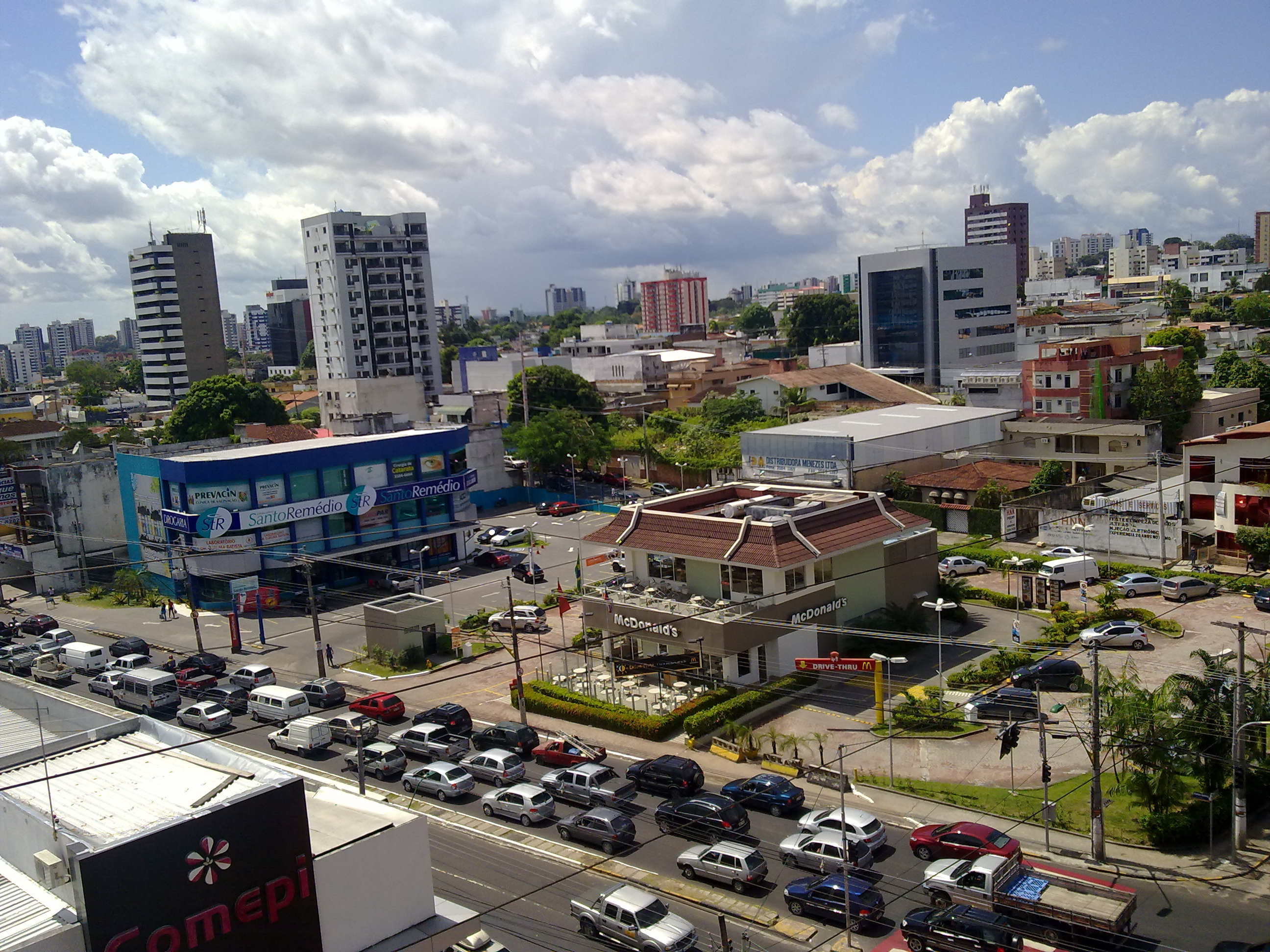
Пробки на улицах Манауса

В 14 километрах к северу от города расположен международный аэропорт Эдуарду Гомеш (IATA: MAO, ICAO: SBEG), обслуживающий около 3,1 млн пассажиров в год (2012), а также являющийся третьим в Бразилии по грузообороту. Регулярные пассажирские рейсы выполняются в десятки городов Бразилии, международные рейсы — в Майами и Панаму.
В Манаусе начинаются два федеральных шоссе: BR-174, соединяющее его с Боа-Вистой, и BR-319, идущее на юг к Порту-Велью.
Порт Манауса доступен для морских судов, хотя и расположен в полутора тысячах километров от побережья Атлантики вверх по течению Амазонки.
Основой общественного транспорта города являются автобусы различных размеров, обсуждается также вопрос о строительстве линий скоростного трамвая либо монорельса.

## Статистика
- Валовой внутренний продукт на 2005 год составляет 27 214 213 000 реалов (данные: Бразильский институт географии и статистики).
- Валовой внутренний продукт на душу населения на 2005 год составляет 16 547,00 реалов (данные: Бразильский институт географии и статистики).
- Индекс развития человеческого потенциала на 2000 год составляет 0,774 (данные: Программа развития ООН).

## ATTO
325-метровая башня Amazonian Tall Tower Observatory (Амазонская обсерватория в высокой башне) находится в 160 км от города Манаус в джунглях Амазонки.

## Административное деление
Муниципалитет состоит из 10 дистриктов:
| №  | Наименование дистрикта | Наименование дистрикта (порт.) | Территория, км² | Население, чел.(2010) | Население, чел.(2010) | Население, чел.(2010) | Плотность, чел./км² | Код дистрикта |
| №  | Наименование дистрикта | Наименование дистрикта (порт.) | Территория, км² | всего                 | городское             | сельское              | Плотность, чел./км² | Код дистрикта |
| 1  | Манаус                 | Manaus                         | 10 937          | 24 854                | 13 426                | 11 428                | 2,27                | 130260305     |
| 2  | Примейра               | Primeira R.A.                  | 8,54            | 75 321                | 35 251                | 40 070                | 8814,7              | 13026030506   |
| 3  | Сегунда                | Segunda R.A.                   | 13,36           | 169 242               | 81 897                | 87 345                | 12 667,73           | 13026030507   |
| 4  | Терсейра               | Terceira R.A.                  | 20,28           | 173 532               | 83 090                | 90 442                | 8558,08             | 13026030508   |
| 5  | Куарта                 | Quarta R.A.                    | 21,53           | 176 880               | 85 169                | 91 711                | 8215,48             | 13026030509   |
| 6  | Куинта                 | Quinta R.A.                    | 146,7           | 153 595               | 75 904                | 77 691                | 1046,9              | 13026030510   |
| 7  | Секста                 | Sexta R.A.                     | 39,68           | 172 222               | 81 402                | 90 820                | 4340,74             | 13026030511   |
| 8  | Сетима                 | Sétima R.A.                    | 65,45           | 488 402               | 240 021               | 248 381               | 7462,36             | 13026030512   |
| 9  | Ойтава                 | Oitava R.A.                    | 113,8           | 44 374                | 22 354                | 22 020                | 390,04              | 13026030513   |
| 10 | Нона                   | Nona R.A.                      | 34,49           | 323 592               | 161 228               | 162 364               | 9383,38             | 13026030514   |

## Важнейшие населенные пункты
| № | Населённый пункт        | Населённый пункт (порт.) | Категория | Население чел. (2010) | На карте                       |
| - | ----------------------- | ------------------------ | --------- | --------------------- | ------------------------------ |
| 1 | Манаус                  | Manaus                   | город     | 1 792 881             | 3°06′39″ ю. ш. 59°59′58″ з. д. |
| 2 | Носса-Сеньора-ди-Фатима | Nossa Senhora de Fátima  | поселок   | 737                   | 3°00′50″ ю. ш. 60°10′01″ з. д. |
| 3 | Ливраменту              | Livramento               | поселок   | 386                   | 3°01′43″ ю. ш. 60°10′46″ з. д. |
| 4 | Нова-Канаан             | Nova Canaã               | поселок   | 332                   | 2°37′11″ ю. ш. 60°02′12″ з. д. |
| 5 | Амазонину-Мендис        | Amazonino Mendes         | поселок   | 220                   | 2°58′04″ ю. ш. 60°12′43″ з. д. |
| 6 | Бон-Сусессу             | Bom Sucesso              | поселок   | 150                   | 3°07′54″ ю. ш. 59°26′02″ з. д. |
| 7 | Сан-Себастьян           | São Sebastião            | поселок   | 147                   | 2°58′09″ ю. ш. 60°11′53″ з. д. |

## Достопримечательности
- Собор Непорочного Зачатия Пресвятой Девы Марии
- Церковь Святого Себастьяна
- Амазонский театр